# Дубовая (Кировская область)
Дубовая — деревня в Советском районе Кировской области в составе Колянурского сельского поселения. 

## География
Находится на расстоянии примерно 21 км по прямой на юг от районного центра города Советск.

## История
Известна с 1764 года как починок Дубовый с населением 109 человек ясашных крестьян. В 1873 году здесь было отмечено 15 дворов и 109 жителей, в 1905 20 и 126, в 1926 31 и 192, в 1950 34 и 113. В 1989 году проживал 61 житель.

## Население
Постоянное население составляло 56 человек (русские 89%) в 2002 году, 43 в 2010.